# Gummibibelen
CRC Handbook of Chemistry and Physics er et opslagsværk med kemiske og fysiske konstanter, der af kemikere ofte kaldes Gummibibelen. Dette navn kommer af at bogen er meget tyk men skrevet på meget tyndt papir ligesom visse bibler er, og udgiveren CRC Press (USA) oprindeligt var et gummifirma med navnet Chemical Rubber Company. Den udkommer i opdateret udgave hvert år.
56. udgave fra 1975-1976, ISBN 0-87819-455-X, er 7,8 cm tyk, og har følgende afsnit:
- Section A Mathematical Tables (192 sider)
- Section B The Elements and Inorganic Compounds (421 side)
- Section C Organic Compounds (797 sider)
- Section D General Chemical (279 sider)
- Section E General Physical Constants (253 sider)
- Section F Miscellaneous (352 sider)
- Index (57 sider)

I alt indeholder bogen fra 1975-1976 2630 sider + sider med forord og navne på de 14 personer i redaktionen og på bidragyderne (lidt over 5 sider).